# Оцма Йехудит
Оцма́ Йехуди́т (ивр. עוצמה יהודית‎, рус. «Еврейская сила»; ранее Оцма́ ле-Исраэ́ль, ивр. עוצמה לישראל‎, рус. «Сильный Израиль») — ультраправая израильская политическая партия, созданная 13 ноября 2012 года депутатами Кнессета от блока «Ихуд Леуми» Арье Эльдадом и Михаэлем Бен-Ари для участия в выборах в Кнессет 19-го созыва.
Оцма Йехудит считает необходимым наличие в израильском политическом спектре партии, «представляющей сионистские ценности и национальные интересы еврейского народа». Ряд источников относят партию к националистическим.

## История
Накануне выборов в Кнессет 19-го созыва между блоками «Ихуд Леуми» («Национальное единство») и «Еврейский дом» состоялись переговоры об объединении в единый избирательный блок Ха-Байт ха-Йехуди (Еврейский дом). Переговоры были продолжены, несмотря на некоторые трения между партиями.
На 6 ноября 2012 года были назначены внутренние выборы главы движения в новом «Еврейском доме», а на 13 ноября — голосование по списку кандидатов.
Депутаты Кнессета Арье Эльдад и Михаэль Бен-Ари не согласились с таким объединением, и 13 ноября 2012 года объявили о своём выходе из блока «Ихуд Леуми» и о создании новой партии — «Оцма ле-Исраэль». Сопредседателями движения стали А. Эльдад (глава партии Ха-Тиква) и М. Бен-Ари, далее в списке — Барух Марзель, Арье Кинг и Итамар Бен-Гвир.

## Программа
Программа партии, в частности, объявляет Землю Израиля национальным домом еврейского народа, не признаёт право на создание «любого другого политического или государственного образования в пределах Государства Израиль к западу от реки Иордан», а также выступает за отмену Соглашений Осло, выкуп земель в пользу евреев, борьбу с нелегальной иммиграцией, увеличение инвестиций в НИОКР и высокие технологии, стимулирование деловой активности новых репатриантов и старожилов, увеличение льгот при получении высшего образования и строительстве жилья для демобилизованных солдат Армии обороны Израиля, «укрепление и углубление еврейского самосознания среди молодежи Израиля и предотвращение ассимиляции».

## Выборы-2013
10 декабря 2012 года представители предвыборного штаба партии сообщили, что в результате своей работы они рассчитывают получить до 30 000 голосов русскоязычных репатриантов, считая, что 1 мандат за счет их голосов (около 25 000) у партии уже есть.
13 декабря председатель Центральной избирательной комиссии Эльяким Рубинштейн удовлетворил апелляцию левых активистов и запретил распространение плакатов и объявлений партии, содержащих, слова «налоги», «равенство», «патриотизм», написанных на арабском языке под общим заголовком: «Без обязанностей нет прав». Партия сочла такое решение абсурдным, «поскольку требование исполнять обязанности для того, чтобы иметь права, вполне законно», и пообещало обжаловать это решение.
Позже партия подвергла критике решение Юридического советника правительства, разрешающее участие в предстоящих выборах депутату от партии Балад Ханин Зоаби, принявшей активное участие во флотилии «Свободу Газе» в июне 2010 года. При этом лидеры партии заявили, что «когда сионистскому движению, противостоящему арабскому экстремизму, запретили называть вещи своими именами», юридический советник «никак не отреагировал на это».
По результатам голосования на выборах, партия набрала 1,76 % голосов, и не набрав необходимых минимальных 2 %, в Кнессет не прошла.

## Последующие события
На Парламентских выборах в 2015 году партия выступала в блоке «Яхад» во главе с Эли Ишаем, но и этот блок не преодолел электоральный барьер, набрав 125 158 голосов (2,97 % вместо требуемых 3,25 %).
На Парламентских выборах в апреле 2019 года партия выступала в составе «Ихуд Мифлегот ха-Ямин» («Союза правых партий» — Байт Йехуди, Ихуд Леуми, Оцма Йехудит). Перед выборами Верховный суд отстранил от участия в выборах Михаэля Бен-Ари, а другие члены партии не были избраны депутатами. В июне 2019 года партия вышла из союза «Ихуд Мифлегот ха-Ямин» и на выборах в сентябре с.г. выступает в техническом блоке с партией «Ноам». В августе с.г. Верховный суд в очередной раз отстранил от участия выборах членов движения Баруха Марзеля и Бенци Гопштейна, допустив к выборам «Объединенный арабский список».

## Результаты на выборах в кнессет
| Выборы        | Лидер           | Голосов                                      | %                                            | Мест     | +/- | Статус              |
| ------------- | --------------- | -------------------------------------------- | -------------------------------------------- | -------- | --- | ------------------- |
| 2013          | Арье Эльдад     | 64 782                                       | 1,76                                         | 0 из 120 | ▼ 2 | не прошла в кнессет |
| 2015          | Михаэль Бен-Ари | Единый список с «Яхадом»                     | Единый список с «Яхадом»                     | 0 из 120 | ▬   | не прошла в кнессет |
| Апрель 2019   | Михаэль Бен-Ари | Единый список с «Еврейским домом» и «Ткумой» | Единый список с «Еврейским домом» и «Ткумой» | 0 из 120 | ▬   | не прошла в кнессет |
| Сентябрь 2019 | Итамар Бен-Гвир | 83 609                                       | 1,88                                         | 0 из 120 | ▬   | не прошла в кнессет |
| 2020          | Итамар Бен-Гвир | 19 402                                       | 0,42                                         | 0 из 120 | ▬   | не прошла в кнессет |
| 2021          | Итамар Бен-Гвир | В составе блока «Ха-Цийонут ха-Датит»        | В составе блока «Ха-Цийонут ха-Датит»        | 1 из 120 | ▲ 1 | Оппозиция           |
| 2022          | Итамар Бен-Гвир | В составе блока «Ха-Цийонут ха-Датит»        | В составе блока «Ха-Цийонут ха-Датит»        | 6 из 120 | ▲ 5 | Коалиция            |